# لیل‌آباد

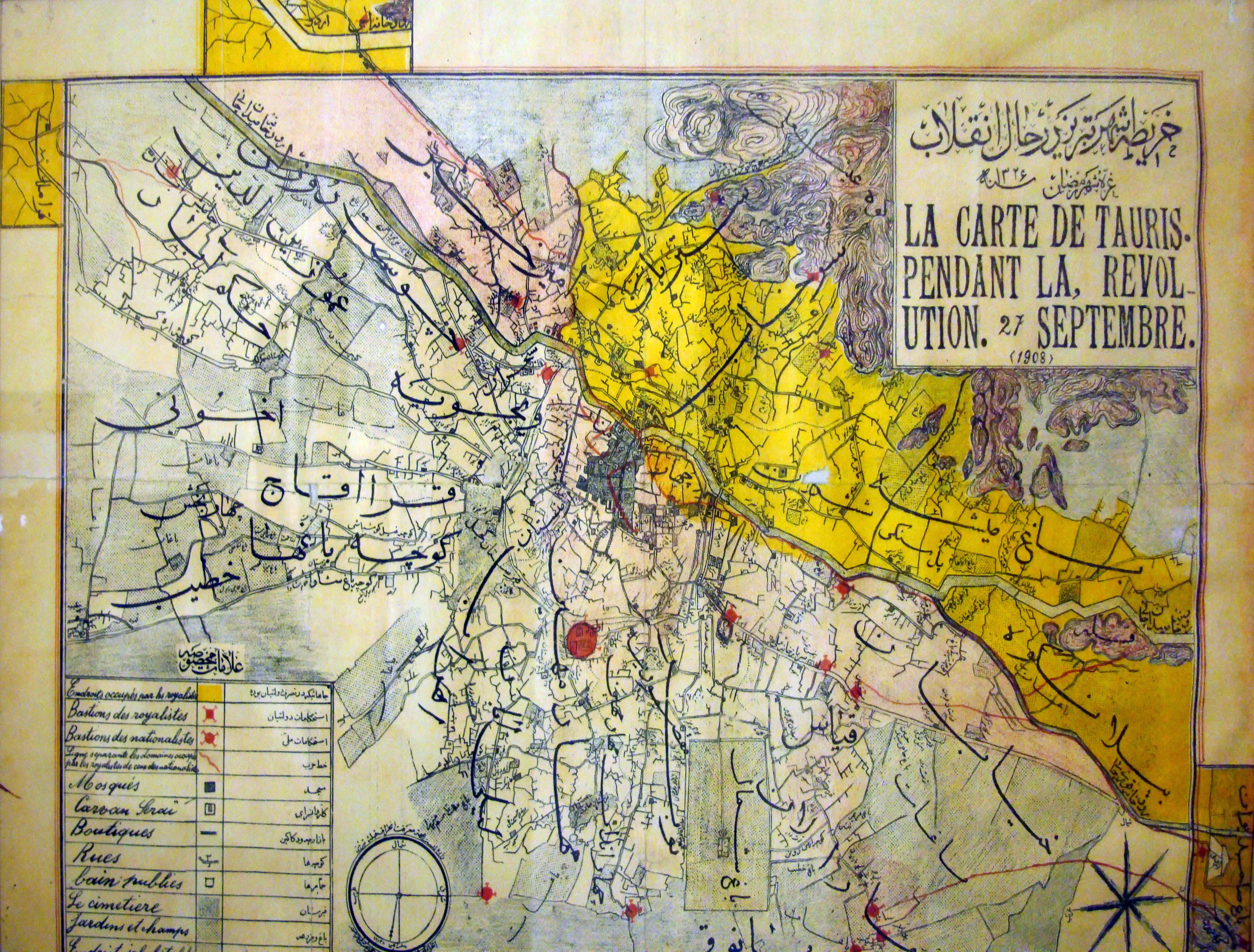
نقشه محلات تبریز -از جمله لیلی‌آباد- در دوران مشروطه، سال ۱۹۰۸

لیل‌آباد (لیلی‌آباد) یا لیلاوا از کوی‌های قدیمی تبریز است که در جنوب این شهر است، از شمال به کوی میارمیار (مهادمهین و ارمنستان)، از جنوب به کوه‌های یانیق داغ، از خاور به کوی چرنداب (خیابان طالقانی)، از باختر به کوی بارناوا (بارون آواک) و اهراب و گزران (گازران) و خیابان خیام و لاله زار می‌رسد.

## پیشینه
در قدیم ارتباط کوی لیل‌آباد با کوی‌های دیگر از راه گذرها و کوچه‌های بزرگ بود ولی نخستین بار خیابان شریعتی (شهناز پیشین) در سال ۱۳۲۹ احداث شد. سپس خیابان‌های نوینی چون هفده شهریور باختری (قدیم)، هفده شهریور خاوری (خیابان شهید قاضی نوین)، خیابان صائب (زندان پیشین) و خیابان پاستور ساخته شدند. مرکز کوی لیل‌آباد در قدیم مقابل مسجد مشهدی ایمان (رنگلی مسجد) و میدان مقابل مسجد حاج میرزا آقا فرشی (شاهرضای پیشین و امام رضای امروزی) بوده است. کوی لیل‌آباد در گذشته دارای قنات‌های فراوان بود که از کوه یانیق سرچشمه می‌گرفتند و همه باغ‌ها و خانه‌ها را آبیاری می‌کردند. نادر میرزا در این باره می‌نویسد:
..... آبشخور این محله از قنات‌های والمان، حاج محمدباقر، چشمه آقا پهلوان هیبت بوده است. ارامنه شهر در این محله بیشتر سکونت دارند. بدین کوی چندین خانوار عیسوی است. معبدی نیز درست کرده‌اند. مسلم است کدخدای عیسویان حاجی امیرخان کندوزان و مسلمانان را حبیب‌الله خان و این کوی و چرنداب هر دو به جانب جنوبند..... 
این کوی و جنوب شهر را چندین رشته قنات بوده که نادر میرزا از آنها یاد کرده‌است:
..... قنات حاج محسن، قنات توماس، قنات پهلوان، سلطان بزرگ، سلطان کوچک، هیبت، زعفرانلو، قنات حکیم صاحب پزشک انگلیسی، قنات حاج محمدباقر، قنات کورجان، قنات حاج سیدحسین..... 

## وجه تسمیه
در زبان ترکی آذربایجانی واژهٔ «لیل» به معنای رسوب، ته نشست و گل آلود است. بنا بر این لیل‌آباد جائی بود که در گذشته در اثر عبور سیلاب‌ها همواره پوشیده از گل و لای بود، به ویژه در قدیم سیلاب‌های یانیق داغی به سوی این محل جاری بوده اند.

## مکان‌ها
از کوی و برزن‌های وابسته به این کوی می‌توان از کوی لک لر، کوی واعظ، کوی آقاعلی، گنجعلی بیگ (هفده شهریور)، کوی مایان نی لار (خیابان صائب)، کوی یوسف خان (خیابان پاستور)، قره‌باغلی‌لار، کوی غزل (محله ارمنی نشین)، کوی والمان، کوی قناره و حاتم بیک نام برد.